# Bjørn Breigutu
Bjørn Breigutu, född 25 april 1924, död 29 juni 2004, var en norsk filmklippare, regissör och manusförfattare.
Breigutu regisserade tre långfilmer. Han debuterade med Brudebuketten 1953, följt av I faresonen 1961, som nominerades till Guldbjörnen vid Berlins filmfestival samma år. År 1963 regisserade han sin sista långfilm Freske fraspark. Därutöver var han filmklippare i en mängd norska filmer 1954–1988.
År 1985 erhöll han Amandaprisens hederspris.

## Filmografi
Regi
- 1953 – Brudebuketten
- 1961 – I faresonen
- 1963 – Freske fraspark

Manus
- 1953 – Brudebuketten
- 1963 – Freske fraspark

Roller
- 1949 – Kärlek blir din död – bilmekaniker (ej krediterad)